# André Snyman
Andries Hendrik Snyman (Newcastle, 2 de febrero de 1974) es un exjugador sudafricano de rugby que se desempeñaba como wing.

## Selección nacional
Fue convocado a los Springboks por primera vez en agosto de 1996 para enfrentar a los All Blacks, formó parte del seleccionado que enfrentó a los British and Irish Lions victoriosamente en la Gira de 1997 y disputó su último partido en junio de 2006 contra el XV del Cardo. En total jugó 38 partidos y marcó 50 puntos producto de diez tries.

## Palmarés
- Campeón de The Rugby Championship de 1998.